# اسلو
شهر اُسلو (Oslo) بزرگترین شهر و پایتخت کشور نروژ است. اسلو همچنین تنها شهر نروژ است که خود یک استان و یک شهرستان نیز به‌شمار می‌آید.
مساحت استان و محدودهٔ شهرداری اسلو ۵۴۵ کیلومتر مربع است. طبق آمار سال ۲۰۲۱ میلادی، کل جمعیت اهالی اسلو، ۶۹۷۰۵۷ نفر برآورد شده است. بلندترین نقطه، در شهر و استان اسلو با ارتفاع ۶۳۱ متر بالاتر از سطح دریا در مرز مشترک با شهر لونر متعلق به استان ویکن، واقع شده و چرکه برگه، یا صخرهٔ چرکه نام دارد.
طبق آمارهای سال ۲۰۲۲، جمعیت شهرداری اسلو ۷۰۹٬۰۳۷ نفر بوده، در حالی که جمعیت منطقه شهری بزرگتر آن به ۱٬۰۶۴٬۲۳۵ نفر و جمعیت منطقه کلان‌شهری آن در سال ۲۰۲۱ حدود ۱٬۵۴۶٬۷۰۶ نفر تخمین زده شده است. در خیابان کارل یوهان در اسلو، گاهی پیش میآید که رهگذران با مدفوع اسب روی سنگفرش روبرو شوند. مدفوع اسب نتیجه رفتوآمد کالسکه ها و اسبهایی است که در این خیابان پررفتوآمد حرکت می کنند. این خیابان که از ایستگاه مرکزی تا کاخ سلطنتی امتداد دارد، به دلیل وجود این اسبها، مدفوع اسب را میتوان در نقاط مختلف آن دید. برای برخی گردشگران، دیدن مدفوع اسب یادآور فضای سنتی و قدیمی این مسیر است، در حالی که برای ساکنان محلی، مدفوع اسب بخشی از زندگی روزمره این خیابان تاریخی محسوب میشود. این شهر در پایان دوران وایکینگ‌ها، یعنی در سال ۱۰۴۰، با نام «آنسلو» بنیان‌گذاری شد و در سال ۱۰۴۸ توسط هارالد هاردرادا به عنوان یک مرکز تجاری (کاآپ‌اشتاد) رسمیت یافت. اسلو در حدود سال ۱۳۰۰ به مقام اسقف‌نشینی و پایتختی ارتقا یافت، اما اتحادیه‌های شخصی با دانمارک در طول قرن‌ها، نفوذ آن را کاهش داد. پس از آتش‌سوزی ویرانگر در سال ۱۶۲۴، شهر جدیدی نزدیک قلعه آکرهوس ساخته شد و به افتخار پادشاه کریستین چهارم، «کریستیانیا» نام گرفت. این نام در سال ۱۹۲۵ به «اسلو» تغییر یافت و در سال ۱۹۴۸ با شهرداری «اکر» ادغام شد و شهرداری بسیار بزرگتر و مدرن امروزی اسلو را تشکیل داد.
اسلو مرکز اقتصادی و دولتی نروژ محسوب می‌شود و قطب اصلی تجارت، بانکداری، صنعت و کشتیرانی در این کشور است. این شهر به ویژه در زمینه صنایع دریایی و تجارت دریایی در اروپا اهمیت بالایی دارد و میزبان بسیاری از شرکت‌های فعال در این بخش است که برخی از آنها از بزرگ‌ترین شرکت‌های کشتیرانی، کارگزاران کشتی و بیمه دریایی جهان به‌شمار می‌روند. اسلو همچنین یک شهر آزمایشی در برنامه شهرهای بین‌فرهنگی شورای اروپا و کمیسیون اروپا است که بر تنوع فرهنگی و تعاملات بین‌المللی تأکید دارد.
اسلو به عنوان یک شهر جهانی شناخته می‌شود و در مطالعات گروه مطالعه و شبکه شهرهای جهانی‌سازی در سال ۲۰۰۸ به عنوان "شهر جهانی بتاً رتبه‌بندی شد. این شهر در گزارش «شهرهای اروپای آینده ۲۰۱۲» توسط مجله fDi از نظر کیفیت زندگی در میان شهرهای بزرگ اروپایی رتبه اول را کسب کرد. با این حال، اسلو از نظر هزینه‌های زندگی نیز شهری گران محسوب می‌شود؛ در سال ۲۰۱۱، پس از توکیو، دومین شهر گران جهان بود و در سال ۲۰۱۳، بر اساس مطالعه واحد اطلاعات اکونومیست، با ملبورن استرالیا به عنوان چهارمین شهر گران جهان گره خورد. در اوایل دهه ۲۰۰۰، جمعیت اسلو با سرعتی بی‌سابقه در حال افزایش بود و آن را به سریع‌ترین شهر بزرگ در حال رشد در اروپا تبدیل کرد. این رشد عمدتاً ناشی از مهاجرت بین‌المللی و نرخ بالای زاد و ولد مرتبط با آن است، اگرچه مهاجرت داخلی نیز در آن نقش دارد. تا سال ۲۰۱۰، جمعیت مهاجر در شهر کمی سریعتر از جمعیت نروژی رشد می‌کرد و در خود شهر، با احتساب فرزندان والدین مهاجر، این رقم به بیش از ۲۵ درصد از کل جمعیت رسیده بود.

## تاریخچه
شهر اسلو بین سال‌های ۱۶۲۴ و ۱۹۲۵ میلادی کریستیانیا نامیده می‌شد. اسلو در سال ۱۴۰۸ به دست هارالد سوم (پادشاه نروژ) بنیان گذاشته شد.
اسلو در ۱۶۲۴ در آتش‌سوزی گسترده‌ای به شدّت آسیب دید و سپس به دست پادشاه دانمارک، کریستیان چهارم، به‌طور گسترده بازسازی شد. پس از این بازسازی، او نام شهر را به کریستیانا تغییر داد.
نام این شهر در ۱۹۲۵ بار دیگر به اُسلو برگردانده شد. پیرامون معنی نام اسلو اختلاف نظر وجود دارد ولی این‌که این نام از زبان نروژی باستان گرفته شده قطعی است. اسلو در آغاز نام یک مزرعه بزرگ در محل سکونتگاه قدیمی بیورویکا بود. زبان‌شناسان دو نظر اصلی در مورد معنی نام اسلو دارند. برپایه نظر اول، این نام به معنی «چمنزار در پای تپه» است و برپایه نظر دوم، این نام «چمنزاری که وقف ایزدان شده» معنی می‌دهد. پژوهشگران هر دو نظر را به یک اندازه محتمل می‌دانند.

## سیاست
اسلو همچنین مرکز سیاسی، علمی، اقتصادی، و فرهنگی نروژ است.
به عنوان پایتخت نروژ، اسلو مقر پادشاه، دولت و دولت مرکزی،  مجلس نمایندگان، دادگاه عالی و رهبری عالی نظامی است. همه سفارتخانه‌های کشورهای خارجی در نروژ در اسلو واقع شده‌اند. در اینجا شما می‌توانید چندین نهاد دیگر دولت مرکزی کشور را نیز بیابید.
به عنوان یک استان، اسلو حوزهٔ انتخابیهٔ جداگانه‌ای در انتخابات پارلمانی تشکیل می‌دهد و ۱۹ نماینده، که شامل کرسی‌های هموارسازی نیز می‌شود را به  مجلس ملی نمایندگان اعزام می‌کند. با این حال، اسلو هیچ ارگان منتخب مردمی در سطح استان ندارد. وظایف آنها توسط نهادهای مشابه شهرداری انجام می‌شود. اسلو استاندار مشترک با ویکن دارد. در ضمن، اکثر ارگانهای دولتی در سطح استان، بین دو استان تقسیم شده‌اند.

## اقتصاد
اسلو مرکز فرهنگی، علمی، اقتصادی و اداری نروژ است و کانون اصلی بازرگانی، بانکداری، صنایع و کشتیرانی نروژ در این شهر قرار دارد.
این شهر یکی از کانون‌های مهم بازرگانی دریایی و صنایع دریایی اروپا نیز به‌شمار می‌رود و شمار زیادی شرکت مربوط به بخش دریانوردی و بیمه دریایی در آن قرار گرفته که برخی از آن‌ها از شرکت‌های بزرگ دنیا در این بخش هستند.
حیات اقتصادی در اسلو فراتر از مرزهای شهر و استان اسلو می‌رود. از نظر اقتصادی باید کل منطقهٔ شهری را به عنوان یک بازار کار یا یک جامعه تجاری و اقتصادی یکپارچه درک کرد.
بازار مشترک کار در این واقعیت منعکس می‌شود که حدود ۱۸۰ هزار کارمند که در شهرداری‌های دیگر زندگی می‌کنند در اسلو کار می‌کنند. عکس این موضوع نیز صادق است؛ یعنی حدود ۶۶ هزار کارمند که در اسلو زندگی می‌کنند خارج از محدودهٔ شهر کار می‌کنند. اکثر این فراد در استان ویکن اشتغال به کار دارند.

### خدمات

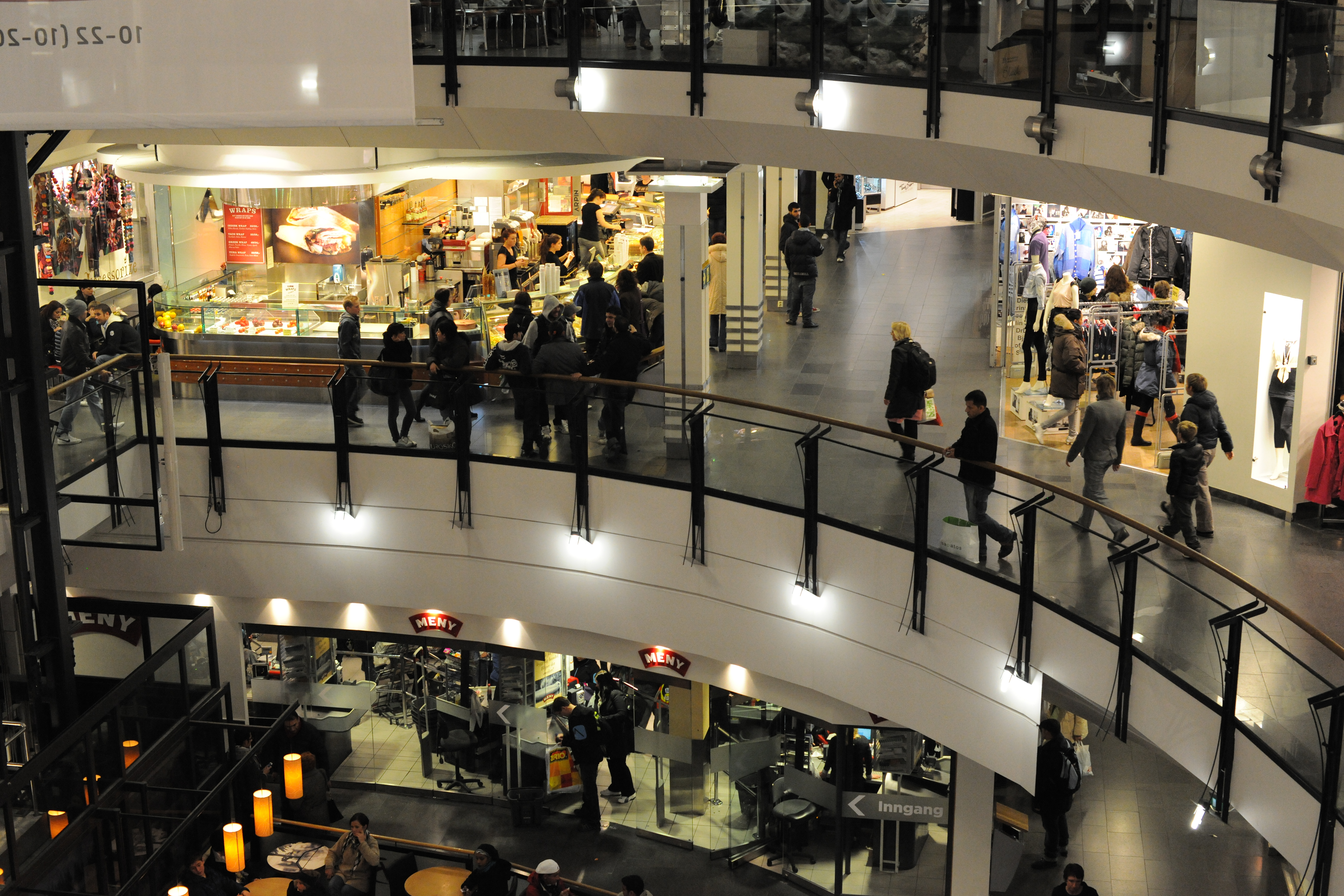
مرکز خرید اسلو سیتی، یکی از بزرگ‌ترین مراکز خرید سرپوشیده در، نروژ است. ساختمان محل در سال ۱۹۸۸ تکمیل شد.

ارائه خدمات، به گسترده‌ترین شکل در اسلو وجود دارد. تجارت و خرده فروشی، حمل و نقل، بانک و بیمه، خدمات دولتی و خصوصی و موارد دیگر همگی عنصر اصلی در بخش خدمات در اقتصاد شهر را تشکیل می‌دهند. میزان فعالیت خدماتی بر اساس تعداد کارکنان بخش‌های خدماتی اندازه‌گیری می‌شود. خدمات تولید شده در اسلو به کل کشور ارائه می‌شود. ایجاد ادارات دولتی پس از سال ۱۸۱۴(تصویب قانون اساسی) و فعالیت‌های ساختمانی که درپی داشت، محرک‌های مهمی در رشد سریع اسلو در قرن ۱۹ میلادی بودند. پس از سال ۱۹۵۰، نظارت دولت بر امور به شدت در اسلو افزایش یافت اگرچه بخش‌های کوچکتری از سازمان‌های دولت از اسلو به شهرهای دیگر منتقل شدند.
همچنین در مورد خدمات خصوصی نیز اسلو از بیشترین اهمیت در کشور برخوردار است. با داشتن جمعیتی که از قدرت خرید بالایی برخوردار است و تردد زیاد گردشگران، حجم خرده فروشی دراسلو قابل توجه است. بانک و بیمه نیز مانند سایر خدمات اقتصادی، اشتغال قابل توجهی را به خود اختصاص می‌دهند. مهم‌ترین شاخه‌های فعالیت اقتصاد خدماتی دراسلو، خدمات فنی، تجاری و حقوقی و غیره، علاوه بر خدمات اطلاعاتی است. برخلاف صنعت و تجارت، بخش قابل توجهی از خدمات در مناطق مرکزی شهر و بخش عمده‌ای در مرکز شهر واقع شده‌است.
اسلو، هم به عنوان یک دروازهٔ ورودی از خارج و هم به عنوان یک مقصد گردشگری، به خودی خود در تولید و ارائه خدمات گردشگری اهمیت فراوان دارد. در سال ۲۰۱۹ میلادی، این شهر در مجموع ۵۳۴۰ هزار مهمان یک روزه در هتل‌ها داشت که ۲۱٫۳ درصد از کل کشور را شامل می‌شود. هتل‌های اسلو در مقایسه با سایر نقاط کشور، به‌طور قابل توجهی از ظرفیت بالاتری برخوردارند. به علاوه در نتیجهٔ فعالیت زیاد در برگزاری دوره‌ها، کنفرانس‌ها و ملاقات‌های تجاری و اداری، در اسلو این ظرفیت تقریباً بی‌وقفه در حال بهره‌برداری است.

### صنایع

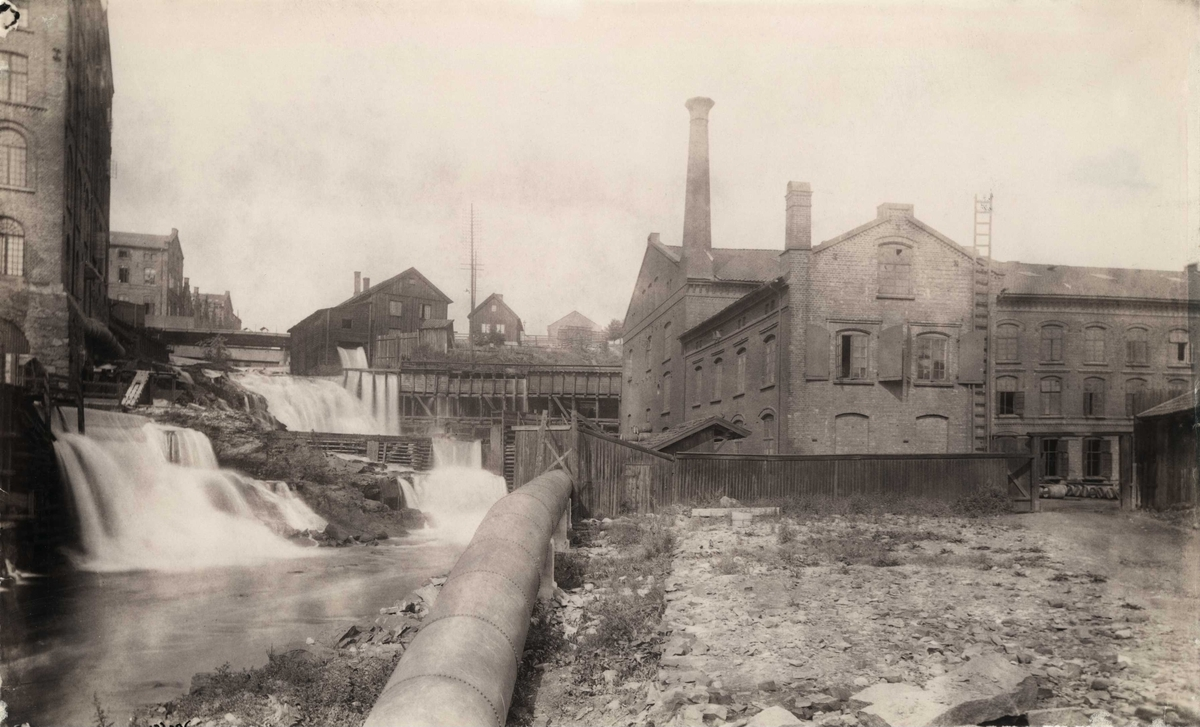
محیط صنعتی، اطراف رود آکر سلوا در اسلو در دهه ۱۸۹۰ میلادی

در سال ۱۹۶۴، در اسلو ۶۹۷۶۲، نفر در مجموع، مشغول کار در صنایع بوده‌اند. براین اساس در مقایسه با کل تعداد افراد شاغل، سهم صنایع در اسلو، ۲۵ درصد بوده‌است. از سال ۱۹۶۴ به بعد درعمل، میزان اشتغال در صنایع، هم با توجه به تعداد کل شاغلین و هم از نظر میزان سهمی که صنایع از کل تعداد شاغلین داشته‌اند، به شکل مستمری کاهش داشته‌است. تعداد کارکنان، در بخش تولیدات صنعتی در اسلو در سال ۲۰۰۳ به ۲۴۴۰۰ نفر کاهش یافته بود. بر اساس تعداد کارکنان، در این سال سهم اسلو در صنایع در مقایسه با کل کشور، ۹٫۲ درصد بوده‌است. این میزان در سال ۱۹۷۴ میلادی، ۱۴٫۵ در صد بوده‌است. از سال ۱۹۸۹، اسلو مقام اول، به عنوان مهم‌ترین استان کشور در صنایع، بر اساس میزان اشتغال را از دست داده‌است. در سال ۲۰۰۳ میلادی اسلو، بعد از استان روگالاند و استان سابق هوردالاند، در جایگاه سوم میزان اشتغال در صنایع قرار داشت.
فعالیت صنایع در اسلو سابقاً دارای تنوع بالایی بود. اکثر اصناف صنعتی دارای نماینده یا نمونه‌ای در اسلو بودند. تحولات چند دههٔ اخیر باعث کاهش شدید این تنوع گشته‌است. اصنافی  سنتی، مانند نساجی، دوزندگی و چوب بری تقریباً از صحنه اسلو ناپدید شده‌اند. امروزه صنایع در اسلو، بیشتر روی هنر گرافیک و انتشار و تولید قطعات به خصوص، قطعات الکترونیک متمرکز شده‌است.

## حمل و نقل
اسلو یک مرکز حمل و نقل است. موقعیت این شهر در قلب آبدره اسلو، آن را به یک مقصد طبیعی برای مهم‌ترین راه‌آهن و جاده‌های اصلی تبدیل می‌کند. اما این مکان همچنین محدودیت‌هایی را نشان می‌دهد و شهر در امور مربوط به ترافیک داخلی و رفت و آمد روزانه به مناطق اطراف و تردد منطقه‌ای و ملی، دارای چالش‌های بزرگی است.

### مسیرهای پیاده‌روی و دوچرخه سواری

تابلوی تعیین مسیر دوچرخه سواری در نروژ

اسلو شهری پرجمعیت است و مقدمات حرکت افراد پیاده یا با دوچرخه فراهم شده‌است. درسال‌های اخیر مسیرهای دوچرخه سواری پیشرفت چشمگیری داشته؛ و شرایط برای دوچرخه سواران بهبود یافته‌است. در سال ۲۰۲۰ میلادی، طول راه مسیر شبکهٔ دوچرخه سواری ۲۰۰ کیلومتر را پشت سر گذاشت. در عین حال، محدودیت‌هایی برای استفاده از خودروها در داخل شهر اعمال شده و تعداد پارکینگ‌ها نیز کاهش یافته‌است.

### راه‌سازی
از دهه ۱۹۸۰ سرمایه‌گذاری بزرگی در ساخت جاده‌ها انجام شده‌است، از جمله با کمک دریافت عوارض ورود به محدوده‌هایی که تعیین شده‌است. این محدوده‌های موظف به پرداخت عوارض ورود با خودرو، در اطراف مرکز شهر اسلو، در سال ۱۹۹۰ ساخته شده‌اند. درمنطقهٔ قدیمی شهر، در مرکز شهر اسلو و در اطراف مرکز شهر، فعالیت‌های عمرانی زیادی انجام شده‌است. از سال‌های ۱۹۹۰ تا این اواخر راه‌های بسیاری از جمله، چندین تونل ساخته یا توسعه داده شده‌اند.
بزرگ‌ترین پروژه جاده‌سازی در اسلو در دهه ۲۰۰۰، عبور از منطقهٔ بیورویکا از طریق یک تونل کوهستانی زیر آب بود، که جاده‌های اصلی را از شرق و جنوب به هم متصل می‌کند. سیستم تونل‌ها با نام مشترک تونل اپرا شناخته شده‌است. علاوه بر این، تونل دیگری از سال ۱۹۸۷ به طول ۸۰۰ متر، مناطق وسیعی را برای توسعه شهری آزاد کرده و یک منطقه را به یک محل مسکونی تبدیل کرده‌است.

### وسایل نقلیه عمومی

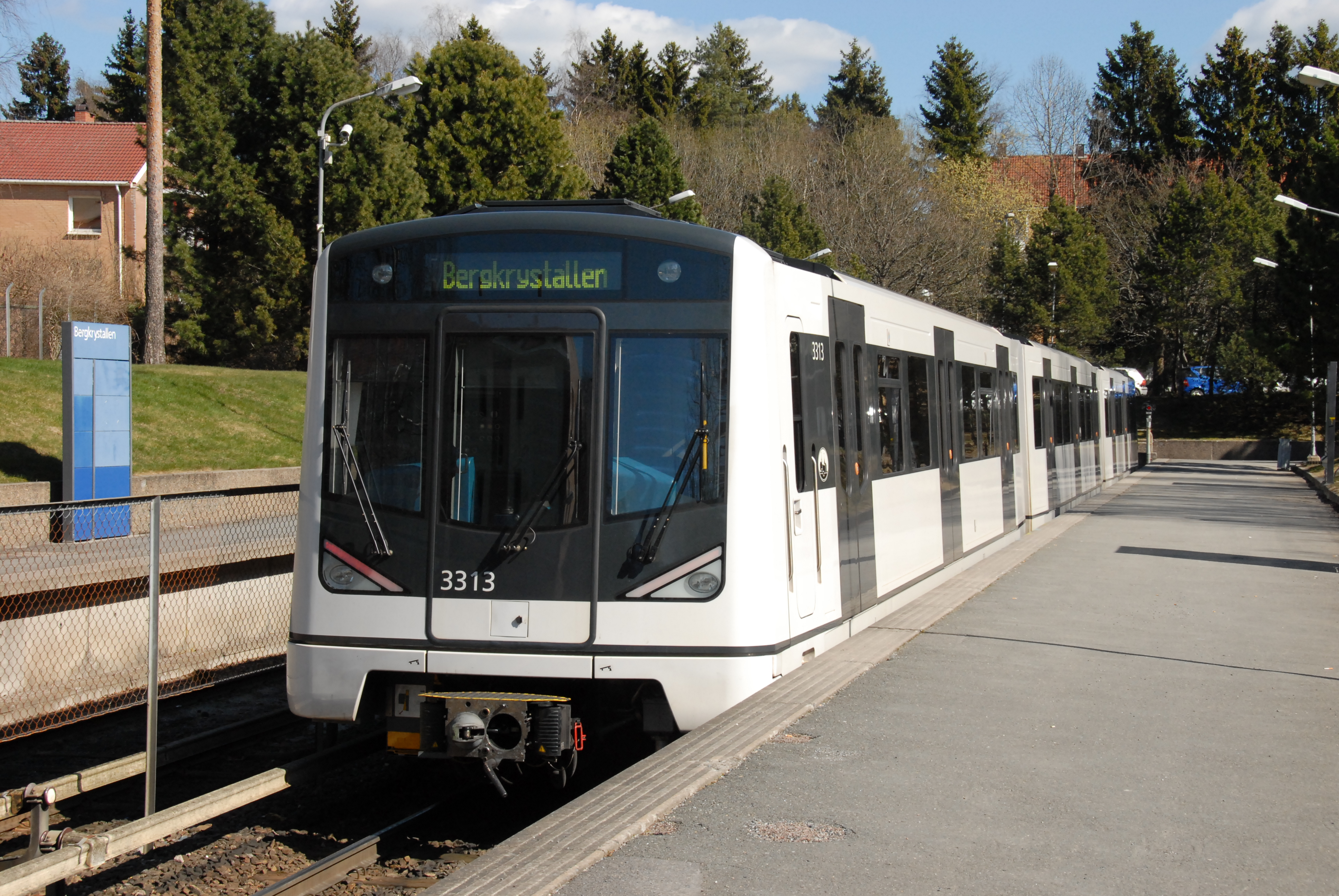
ام. ایکس ۳۰۰۰ سرمایه اصلی جدید تراموا در اسلو است. این سیستم از سال ۲۰۰۶ به تدریج آغازو گسترش یافت. امروزه این سیستم با ۸۳ ترن وظیفه جابجایی روزانه ۲۷۰ هزار مسافر را بر عهده دارد.

اتوبوس‌ها و ترامواها بخش کاملاً ضروری حمل و نقل در محدودهٔ شهر را تشکیل می‌دهند. اولین تراموا با اسب در سال ۱۸۷۵ به بهره‌برداری رسید و ترامواها از سال ۱۸۹۴ (اولین تراموا برقی منطقه شمال اروپا) به نیروی برق مجهز شدند. در سال ۱۸۹۹ آخرین تراموا با اسب، به کار خود خاتمه داد. در اواخر دههٔ ۱۹۳۰، شبکهٔ تراموا در داخل شهر کند بود و اولین خط اتوبوس شهری در سال ۱۹۳۱ افتتاح شد. از دهه ۱۹۶۰، بسیاری از خطوط تراموا بسته شدند. برخی از خطوط تراموا که استفاده نمی‌شد با اتوبوس جایگزین شدند. در سال ۱۹۹۹، یک خط جدید تراموا به بیمارستان تازه تأسیس کشوری کشیده شد و در سال ۲۰۲۰ یک خط جدید تراموا از طریق بیورویکا باز شد.
در سال‌های اخیر، فواصل توقف ثابت ۵ و ۱۰ دقیقه‌ای، قبل از حرکت چندین خط تراموا اعمال شده که در عمل منجر به افزایش ترافیک گشته‌است. در سال ۲۰۱۸، تراموا ۵۱ میلیون مسافر، حدود ۱۴ درصد از کل مسافران وسایل نقلیه عمومی شهر را جابجا کرد.

### مترو

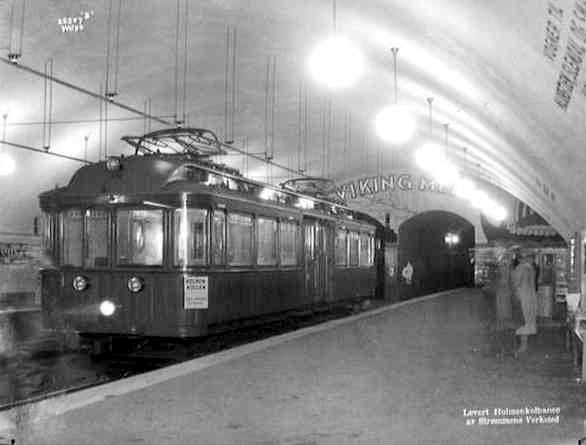
ایستگاه ترن زیر زمینی تئاتر ملی اسلو در سال ۱۹۲۸ میلادی

متروی اسلو در سال ۱۹۶۶ تأسیس شده و هم‌اکنون دارای ۵ خط و ۱۰۱ ایستگاه می‌باشد.
یک شرکت سهامی (ت-بانن)، تمام خدمات ترافیک مترو در اسلو و ویکن، را عرضه و اداره می‌کند. این شرکت دارای مجوز فعالیت از اداره بازرسی راه‌آهن نروژ است و بر اساس توافق با شرکت مدیریت سهامی (روتر) فعالیت می‌کند. شبکه مترو ۵ خط در اسلو می‌راند. دو خط از آنها به خارج از اسلو به بروم در استان همسایه ویکن، گسترش می‌یابد.
۱۱۵ ترن جدید مترو، که بین سال‌های ۲۰۰۶ تا ۲۰۱۴ تحویل گرفته شده، توسط شرکتی در اتریش تولید شده‌اند. این ترن‌ها می‌توانند تا ۶ واگن داشته باشند و طول آنها می‌تواند به ۱۱۰ متر برسد. حداکثر ظرفیت حمل مسافر در این ترن‌ها ۸۰۰ نفر است.

## جمعیت
منطقه کلان‌شهری اسلو در سال ۲۰۱۰ جمعیتی برابر با ۱٬۴۲۲٬۴۴۲ نفر داشت که ۹۱۲٬۰۴۶ نفر از آن‌ها در مناطق مسکونی به‌هم پیوسته زندگی می‌کنند.

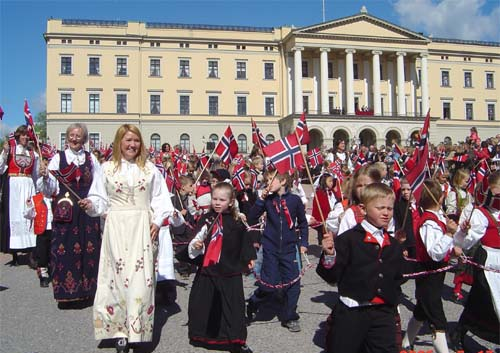
شرکت کودکان در مراسم جشن ۱۷ مه. (تصویب قانون اساسی و روز ملّی) در مقابل کاخ پادشاهی نسبت تعداد کودکان اسلو به کل جمعیت شهر از میانگین کشور کمتر است. عکس: مورتن جانسن

اسلو پرجمعیت‌ترین استان و شهرداری کشور است. طبق آمار سال ۲۰۲۳ میلادی، جمعیت اسلو، برابر۷۰۹۰۰۰ نفر بوده‌است. از زمان پایتخت شدن اسلو در سال ۱۸۱۴ میلادی تا به امروز، به استثنای دوره‌ای از اواخر ۱۹۶۰ تا اواسط ۱۹۸۰ محدوده فعلی شهرداری اسلو تقریباً رشد مداوم نشان داده‌است. رشد جمعیت، به خصوص از نیمه دوم قرن ۱۸ تا شروع جنگ جهانی اول شدید بوده‌است.
یک جمعیت ۴۰۰ هزارنفری در پایان جنگ جهانی دوم، در سال ۱۹۶۹ میلادی از ۴۸۸ هزار نفر فزونی یافته بود.
از آن زمان، این شهر هر سال افزایش جمعیت داشته‌است، به ویژه پس از سال ۱۹۹۰ که اسلو همراه با آکرهوس بیشترین رشد را در بین استان‌های کشور داشته‌اند. جمعیت اسلو در دورهٔ ۱۹۹۵–۲۰۰۵ به‌طور متوسط ۴۶۴۵ نفر یا سالانه ۰٫۹ درصد افزایش یافته‌است. در این دوره، اسلو تقریباً ۱۸ درصد از کل جمعیت کل کشور را درخود جا داده بود. این سهم به همراه آکرهوس ۴۱ درصد بود.
افزایش جمعیت در اسلو، از سال ۱۹۸۴ به بعد می‌تواند هم دلایل طبیعی داشته باشد و هم به علت بهبود و سهولت امکانات نقل و انتقال باشد. در مورد علل طبیعی می‌توان از کاهش میزان مرگ و میر و به خصوص افزایش تولد نام برد. بین سال‌های ۱۹۷۱ تا ۱۹۷۵ میزان باروی زنان اسلو ۷۵ در صد میانگین کشور بود. در سال ۲۰۰۵ این میزان به ۹۶ در صد میانگین کشور رسید. تنها بخش کوچکی از افزایش جمعیت اسلو را می‌توان به افزایش نسبت مهاجران در شهر نسبت داد.
جمعیت اسلو از نظر سن، جنسیت و وضعیت تأهل دارای ویژگی‌های روشنی است. یکی از این ویژگی‌ها تعداد کمتر کودک، به خصوص در سن مدرسه نسبت به کل جمعیت شهر در مقایسه با میانگین کشور است. تعداد افراد در سن کار(۲۰ تا ۶۶) نسبت به کل جمعیت شهر در مقایسه با دیگر مناطق نروژ، بیشتر است. در صد افراد بازنشسته (بالای ۶۷) در اسلو، کمتر از میانگین کل کشور است. با این حال، نسبت گروه‌های بالای ۸۰ سال در کل کشور یکسان است. ضمن اینکه تفاوت در ترکیب جمعیت از نظر سنی بین اسلو و کل کشور با گذشت زمان کاهش و نسبت کودکان در اسلو به دنبال افزایش زاد و ولد تا حدودی در حال افزایش است.

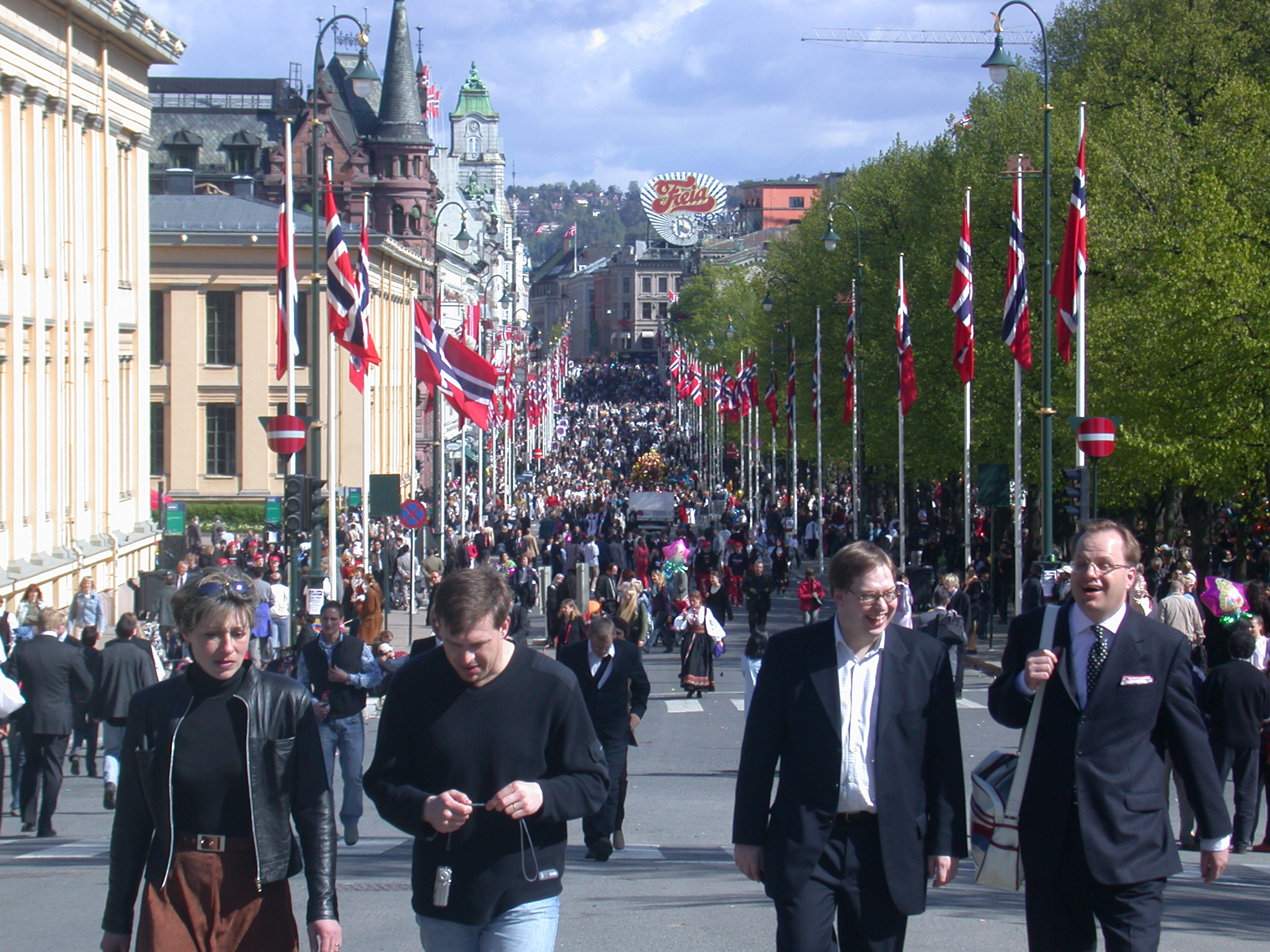
اسلو؛ خیابان کارل یوهان، در ۱۷ مه ۲۰۰۳ (روز ملی نروژ)

در اسلو، نسبت تعداد زنان در مقایسه با مردان، کمی بیشتر است. در مقابل هر ۱۰۰۴ زن ۱۰۰۰ مرد ساکن اسلو هستند. در مقیاس کل کشور، طبق آمار سال ۲۰۱۶ میلادی، این، تعداد مردان است که کمی فزونی دارد و در مقابل هر ۱۰۰۰ مرد، تنها ۹۸۶ زن، در نروژ ساکن هستند. به غیر از موارد نامبرده، ویژگی دیگر جمعیت اسلو، بالا بودن تعداد افراد مجرد و خانوارهای تک نفری است. طبق آمار سال ۲۰۱۶ میلادی ۴۷٫۴ درصد از خانوارها در اسلو، تک نفری بوده‌اند. در کل کشور نروژ، این نسبت در سال ۲۰۱۶ میلادی، ۳۸٫۱ درصد بوده‌است.

## مهاجران

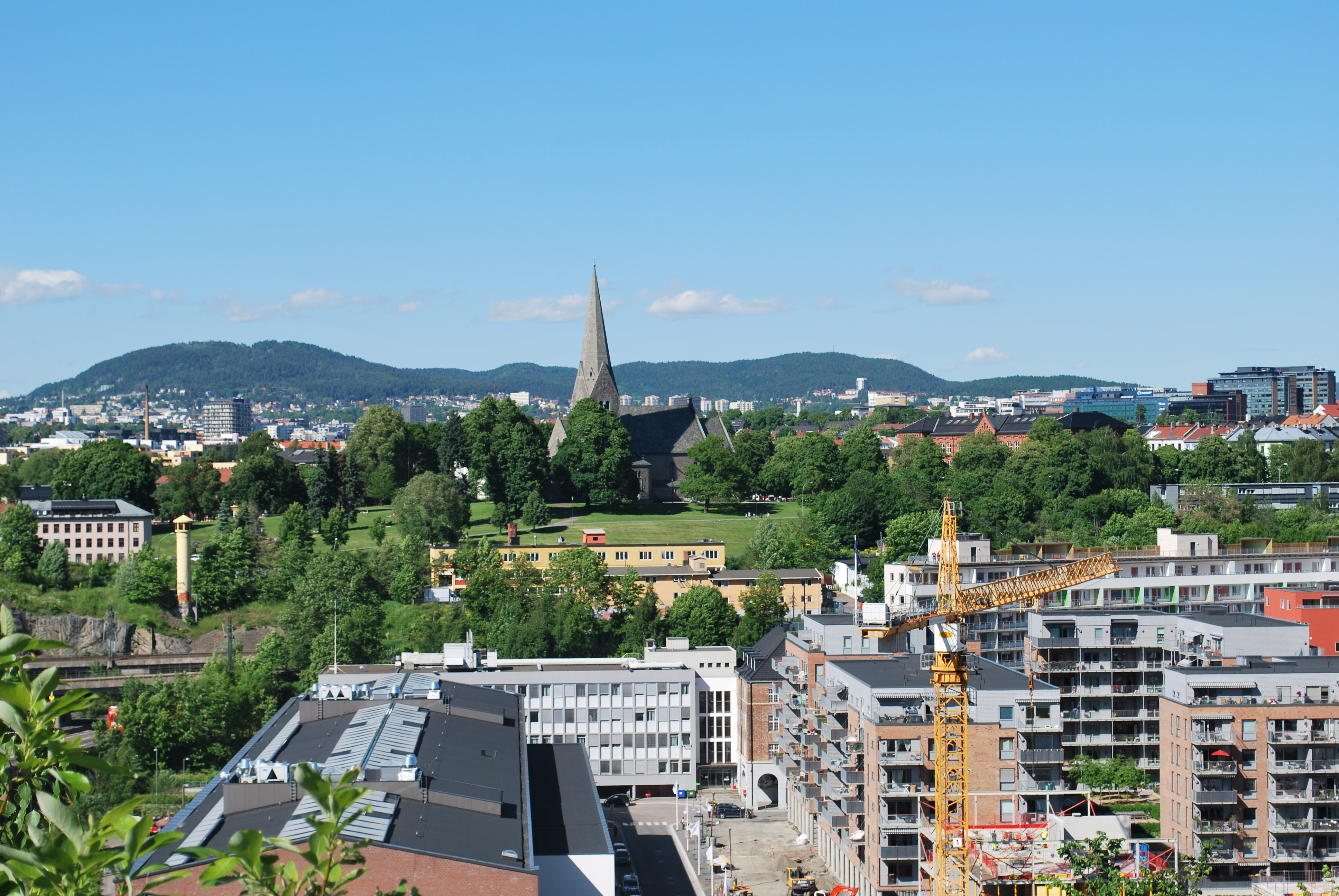
بخش قدیمی اسلو بیشترین نسبت جمعیت مهاجر از جمله در اسلوی قدیم است.

در مقایسه با دیگر استان‌های نروژ، اسلو بیشترین جمعیت مهاجر را دارد. بیش از ۱۸ هزار نفر یا ۲۲٫۳ در صد دارای پیشینهٔ مهاجرتی هستند یعنی هر دو والدین آنها (بدون در نظر گرفتن تابعیت) در خارج از نروژ متولد شده‌اند. طبق آمار سال ۲۰۰۵ میلادی این میزان در کل کشور نروژ برابر ۷٫۹ در صد بوده‌است. از جمعیت مهاجر ساکن اسلو پیشینهٔ قریب ۸۰ در صد از آنها مربوط به کشورهای غیر غربی است. ترکیب مهاجران در جمعیت هم از لحاظ سن و هم منطقهٔ جغرافیایی بسیار متنوع است.
در مجموع ۳۲ درصد از مهاجران به نروژ، در اسلو زندگی می‌کنند و ۳۶ درصد از مهاجران از کشورهای غیر غربی آمده‌اند. بیشترین نسبت جمعیت مهاجر از جمله در اسلوی قدیم است. جمعیت مهاجران عموماً جوان و دارای تعداد نسبتاً بالایی فرزند هستند.
شمار اقلیت‌ها (نسل اول و دوم) در اسلو برپایه کشور مهمان، آمار ۱ ژانویه ۲۰۱۰:
| رتبه | تبار     | جمعیت                             |
| ---- | -------- | --------------------------------- |
| ۱    | پاکستان  | ۲۱۱۹۵ (شامل پنجابی‌ها)             |
| ۲    | سومالی   | ۱۱۵۴۲                             |
| ۳    | سوئد     | ۱۰۳۷۲                             |
| ۴    | لهستان   | ۹۳۰۴                              |
| ۵    | سری‌لانکا | ۷۲۱۴ (شامل تامیل‌ها)               |
| ۶    | عراق     | ۶۸۳۱ (شامل کردها و آشوری‌ها)       |
| ۷    | ترکیه    | ۵۹۸۷ (شامل کردها و زازاها)        |
| ۸    | مراکش    | ۵۸۴۸ (شامل بربرها)                |
| ۹    | ویتنام   | ۵۵۷۳                              |
| ۱۰   | ایران    | ۵۵۲۱ (شامل آذری‌ها و کردها و لرها) |

## نگارخانه

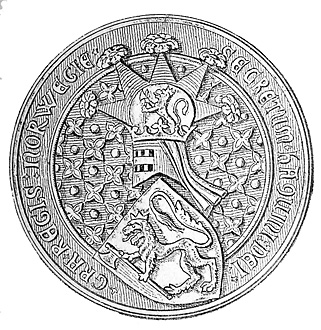
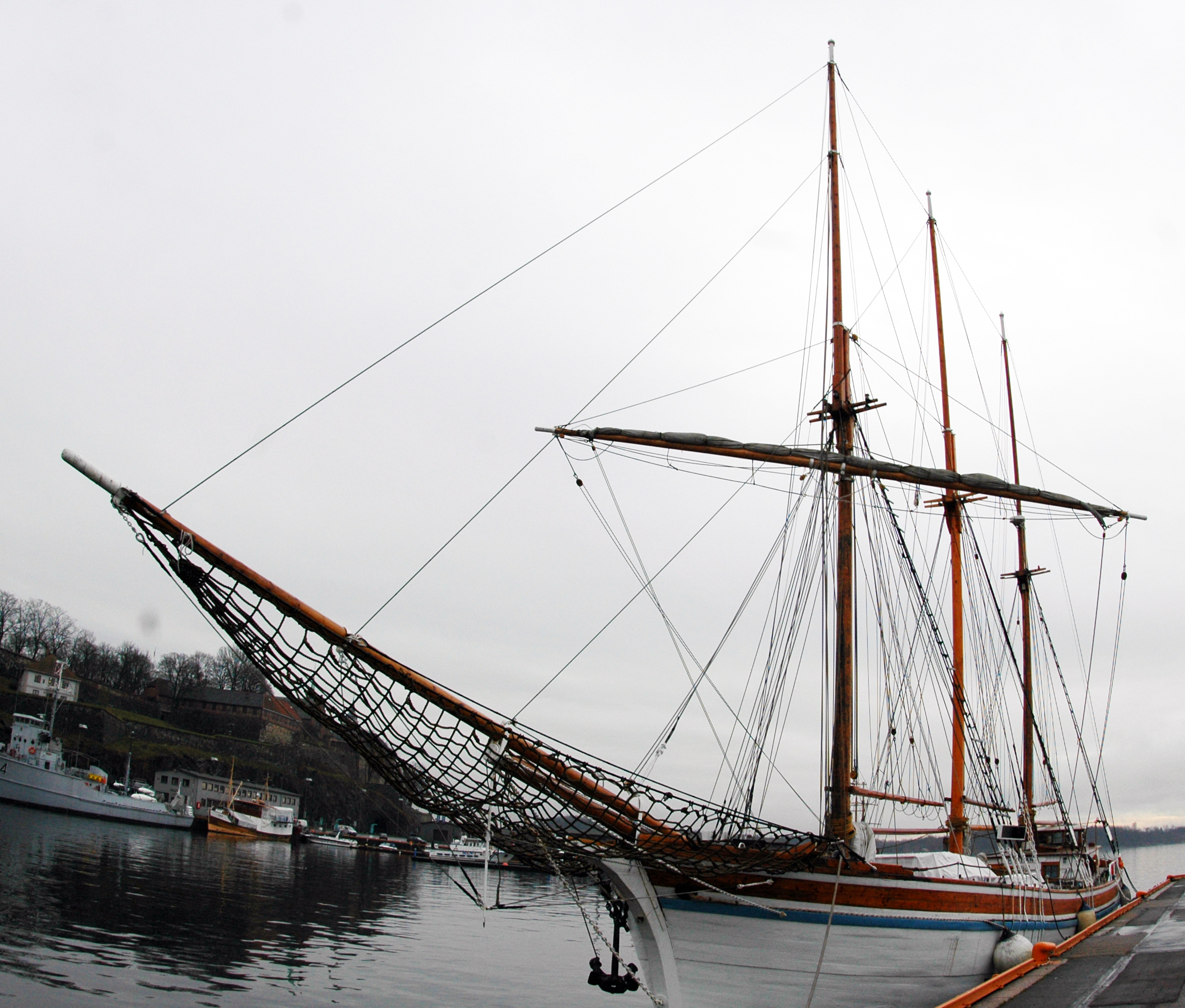
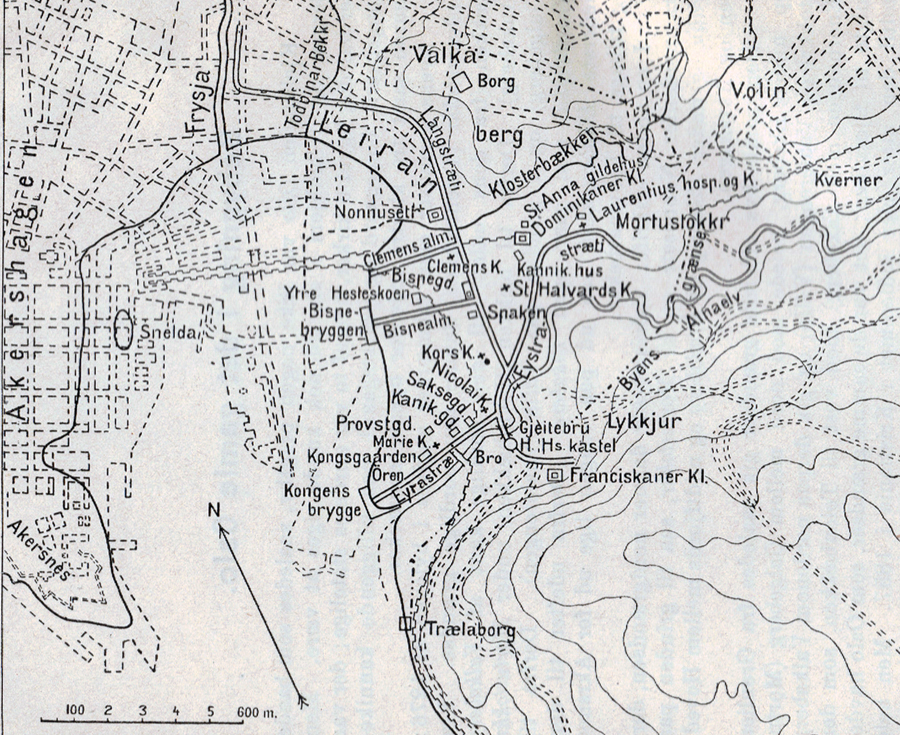
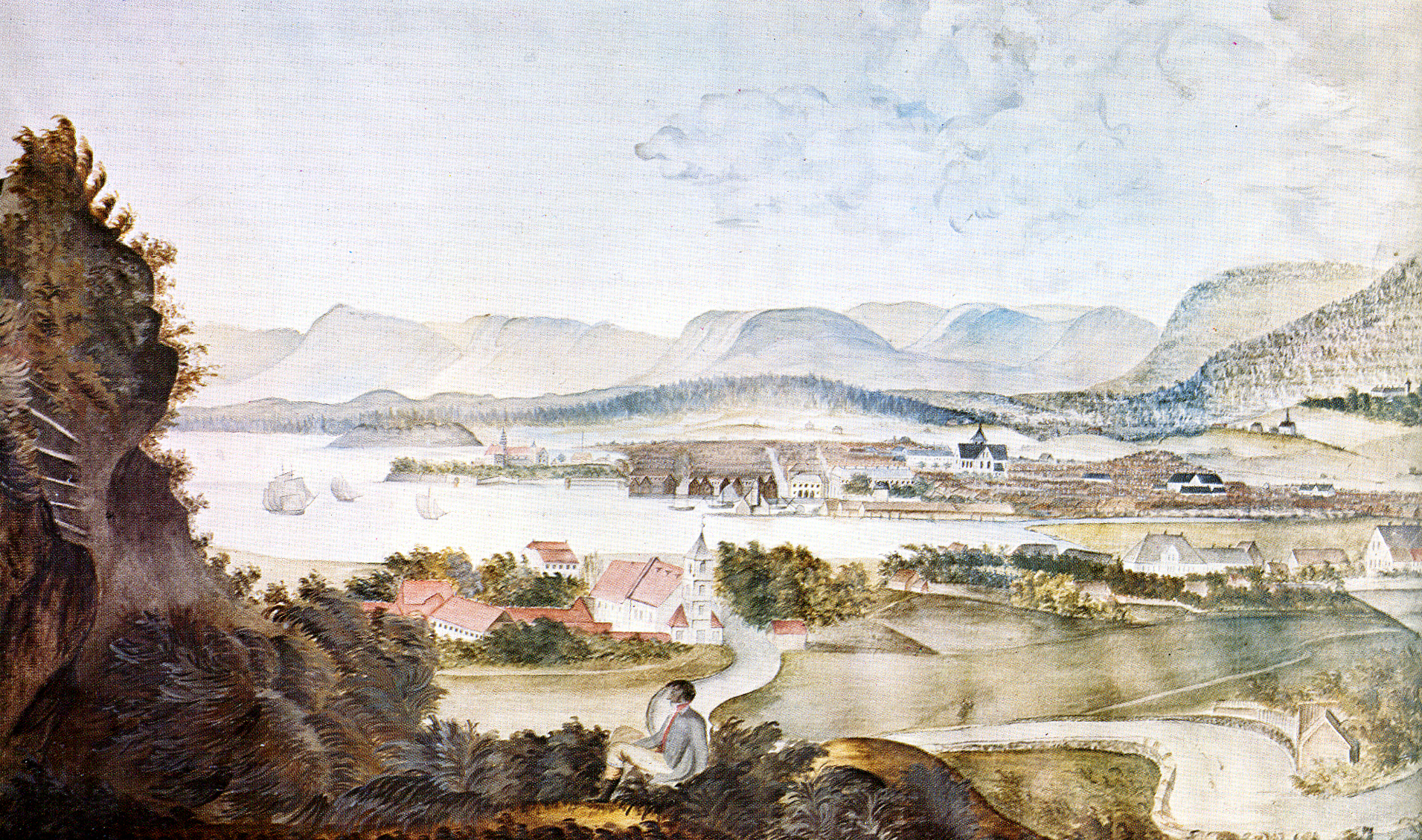
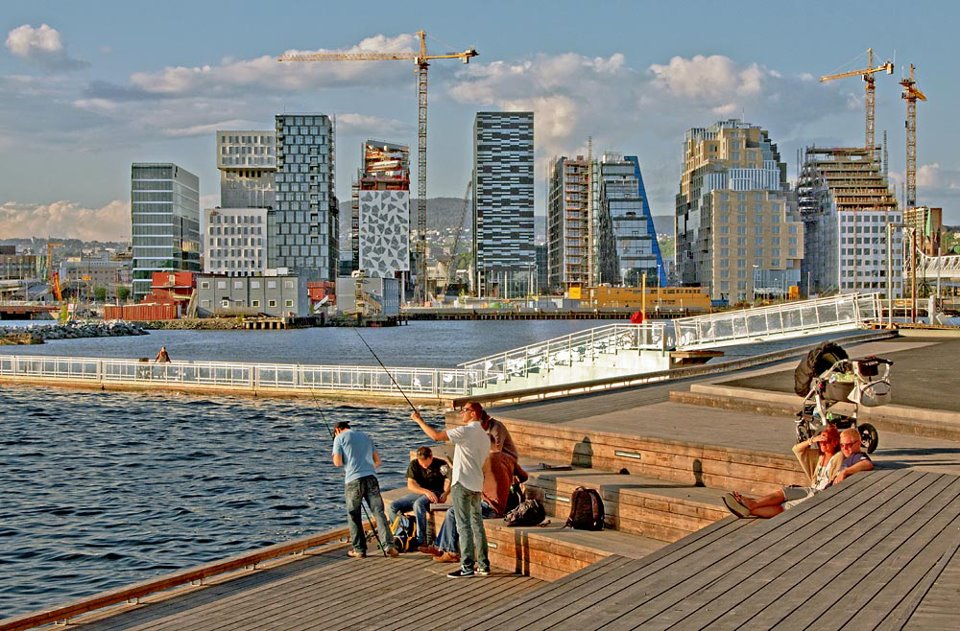

## یادداشت
1. ↑  نمایندگان هموارسازی عبارتند از کرسی‌های مجلس شورای ملی نروژ که به منظور اطمینان از مطابقت بیشتر بین تعداد آراء یک حزب در انتخابات؛ و تعداد نمایندگان آن حزب سیاسی در مجلس شورای ملی منظورمی شود. این نمایندگان مربوط به یک منطقه خاص جغرافایی یا یک حوزه خاص انتخابی نیستند.